# Gare de Pontivy
La gare de Pontivy est une gare ferroviaire française de la ligne d'Auray à Pontivy, située à l'est du centre-ville de Pontivy, dans le département du Morbihan, en région Bretagne.
Elle s'appelle Napoléonville lorsqu'elle est mise en service en 1864 par la Compagnie du chemin de fer de Paris à Orléans (PO).
C'est une gare de la Société nationale des chemins de fer français (SNCF), qui ne possède plus qu'une desserte marchandises, tandis que les Chemins de fer du Centre-Bretagne (CFCB) font circuler un train touristique en période estivale. Elle est néanmoins desservie par les cars BreizhGo (ex-TER Bretagne). Le bâtiment voyageurs a été acquis par un particulier qui lui redonne sa fonction originelle.

## Situation ferroviaire
Établie à 58 mètres d'altitude, la gare de Pontivy est située au point kilométrique (PK) 639,906 de la ligne d'Auray à Pontivy, après la gare de Saint-Nicolas-des-Eaux (fermée). Elle est également l'origine, au PK 546,976, de la ligne de Saint-Brieuc à Pontivy, avant la gare de Saint-Gérand, située sur un tronçon non exploité.

## Histoire
La station terminus de « Napoléonville », nouveau nom donné à la ville de Pontivy par Napoléon Ier en 1804, est mise en service le 19 décembre 1864 par la Compagnie du chemin de fer de Paris à Orléans (PO), lorsqu'elle ouvre à l'exploitation sa ligne d'Auray à Napoléonville, embranchement de la ligne de Savenay à Landerneau. La gare est construite en pierres de provenance proximale et distale. Elle « présente un soubassement en pierres de taille assisées en provenance du massif granitique voisin, puis, curieusement, plus haut, une alternance de briques rouges et de tuffeau du Val de Loire, localement desquamé ».

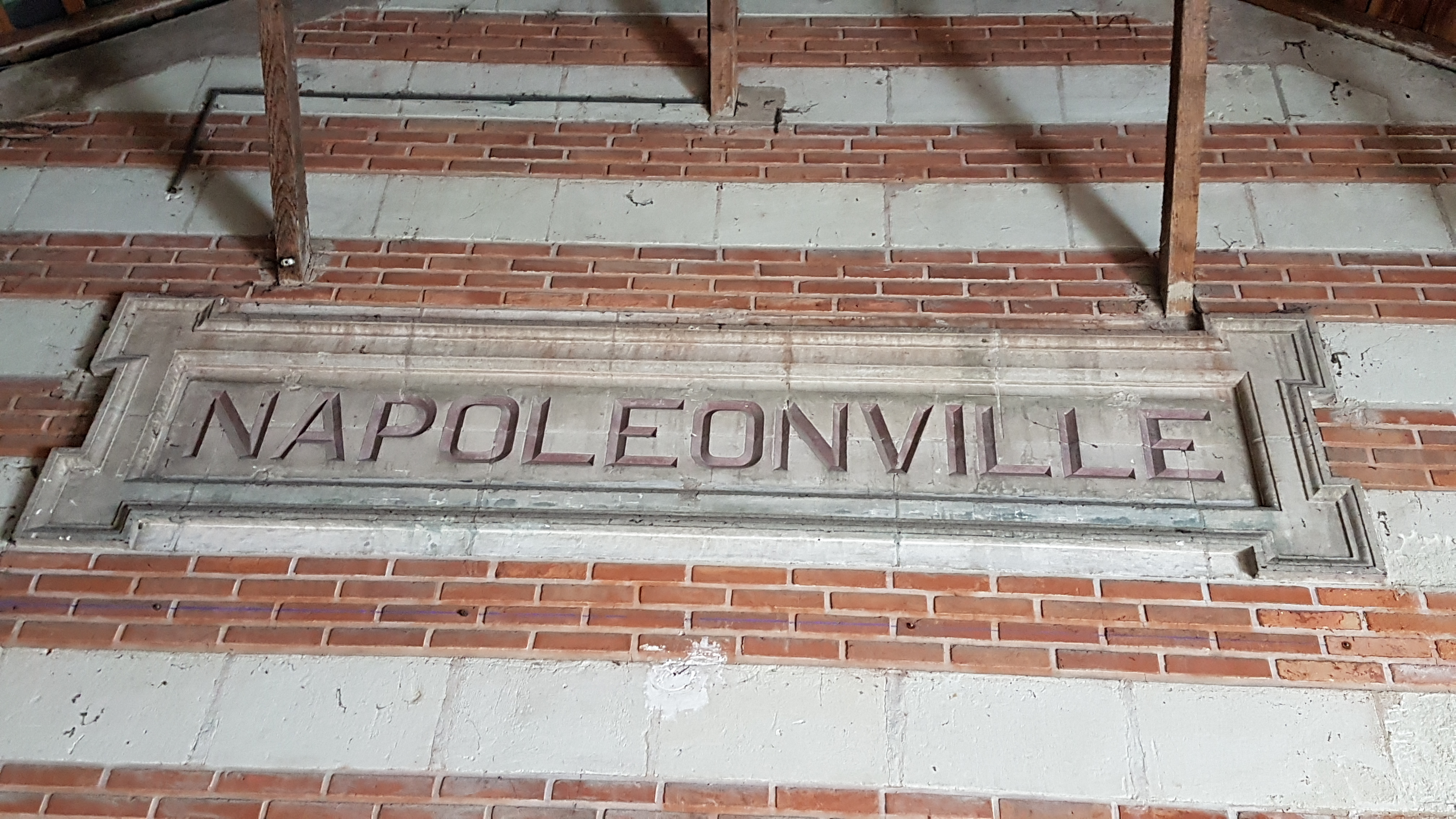
Inscription Napoléonville (nom d'origine), sur le pignon nord.

En 1870, après le départ de Napoléon III et le retour de la République, la ville reprend le nom de Pontivy et la gare est concomitamment renommée.
Le 12 septembre 1872, elle devient gare commune à Compagnie du PO et à la Compagnie des chemins de fer de l'Ouest qui met en service sa ligne de Saint-Brieuc à Pontivy. Cette nouvelle configuration place la gare de Pontivy au centre d'un axe ferroviaire transversal qui relie les deux côtes de la Bretagne. Les deux compagnies mettent la gare en communauté et y font des travaux d'agrandissement en 1873.
En 1905, la Compagnie des chemins de fer du Morbihan (CM) met en service deux lignes secondaires à voie métrique, de Pontivy à Moulin-Gilet et de Pontivy à Guémené-sur-Scorff, qui s'embranchent de l'une à l'autre dans la cour de la gare, ce qui permet des correspondances vers les gares de Ploërmel et de Gourin. Ces lignes ferment en 1939.

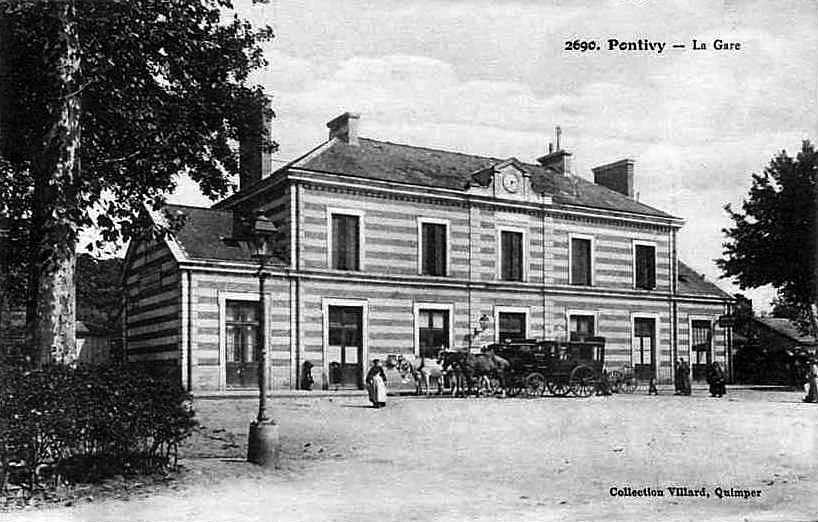
La gare, vers 1900.

Sur la ligne d'Auray à Pontivy, le service voyageurs est fermé et transféré sur route le 2 octobre 1949, mais il se poursuit sur la ligne de Saint-Brieuc à Pontivy.
La gare n'est plus desservie par des trains de voyageurs réguliers depuis le 27 septembre 1987 du fait de la fermeture de la ligne entre Loudéac et Pontivy>. Elle a perdu sa grande halle à marchandises mais a conservé son bâtiment voyageurs d'origine, alternant la brique rouge et le tuffeau blanc, typique des constructions des lignes bretonnes de la compagnie du PO[réf. souhaitée]. Dans l'ancienne consigne, située dans l'aile vers Saint-Brieuc, ajoutée plus tard, il reste une inscription « Napoléonville » sur le pignon d'origine.
Le 7 septembre 2013, la gare reçoit la visite de l'autorail X2403, propriété de l'association Chemins de fer de Haute Auvergne, qui effectue un circuit touristique en Bretagne et notamment sur la ligne d'Auray à Pontivy qu'il a déjà fréquentée lorsqu'il était en service à la SNCF.
Jusqu'au 4 novembre 2014, le guichet, était ouvert du lundi au samedi et fermé les dimanches et fêtes. Depuis cette date, à la suite de l'effondrement d'une petite partie du plafond du hall, le bâtiment voyageurs est fermé au public. La communauté de communes de Pontivy et le conseil régional engagent alors une étude pour la mise en place d'un pôle d'échanges, intégrant le bâtiment voyageurs. Le bâtiment est acheté par un particulier, pour 70 000 euros afin de lui redonner son rôle originel. Pour cela, il vend son entreprise et réalise pour 1,2 million d'euros de travaux de 2019 à 2021. Avec du retard sur le calendrier prévu, le guichet SNCF, qui avait rouvert en 2017 face à l'office du tourisme de Pontivy communauté, est transféré à la gare qui retrouve ainsi son guichet le 27 décembre 2022.

## Service des voyageurs

### Accueil

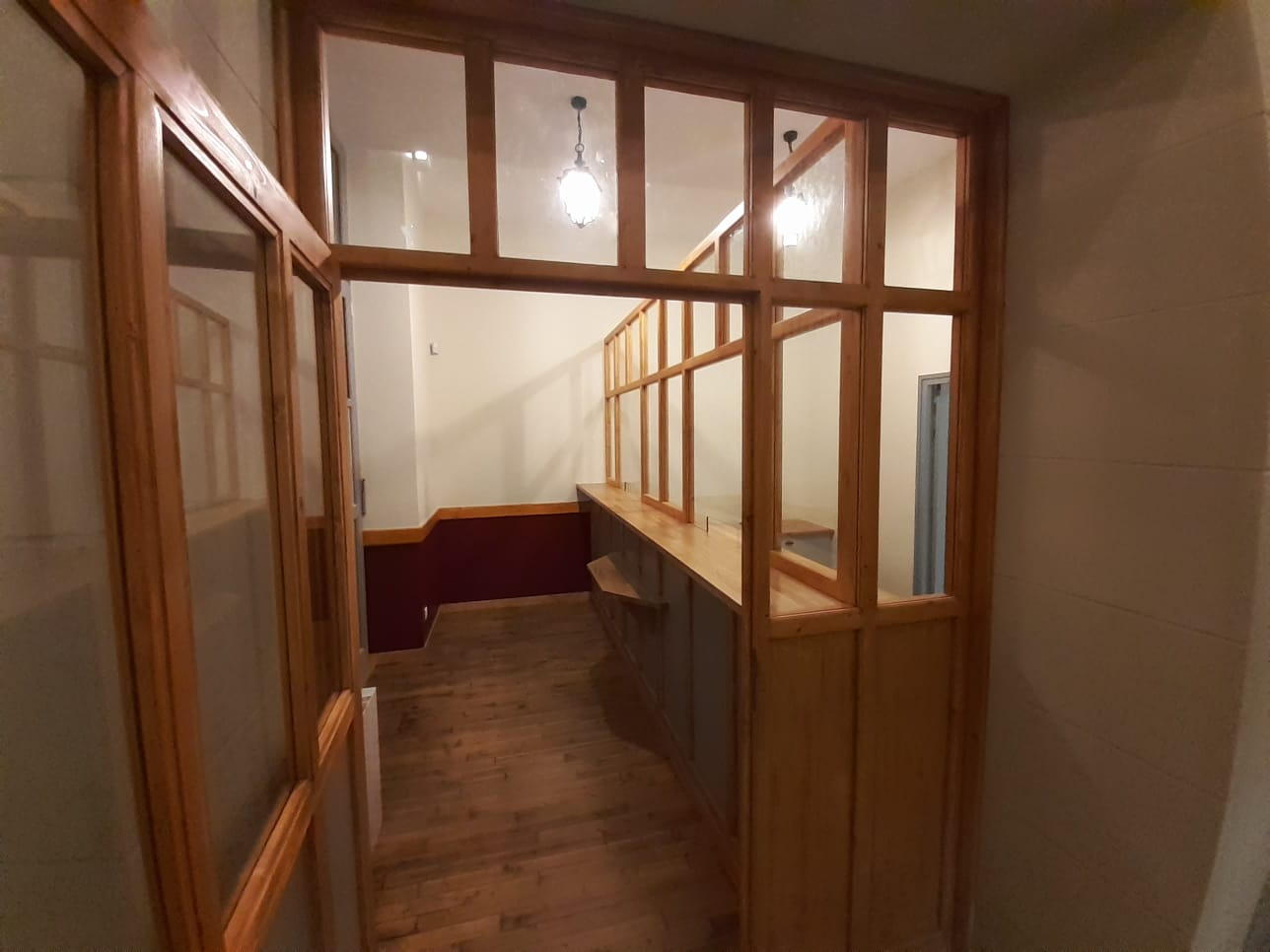
Nouveau guichet SNCF (2022).

Le guichet SNCF / TER BreizhGo / PondiBUS et la salle d'attente sont ouverts du lundi au vendredi de 9h30 à 12h30 et de 14h00 à 17h30.

### Desserte

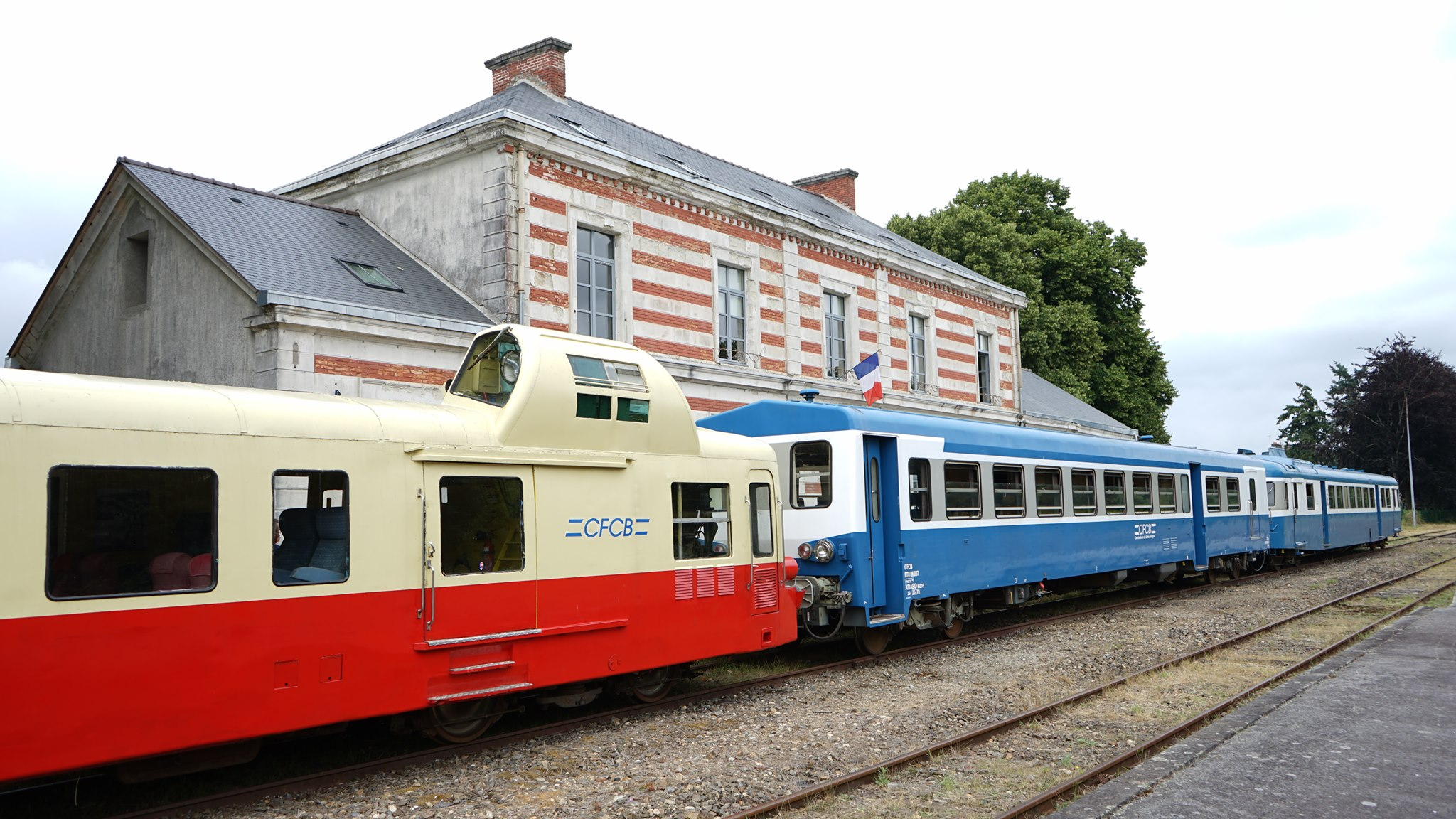
Train touristique des CFCB en gare.

Depuis le 27 septembre 1987, Pontivy n'a plus de desserte ferroviaire voyageurs régulière. Seul un train touristique des CFCB (le Napoléon Express) circule durant l'été, les mercredis et les dimanches.

### Intermodalité

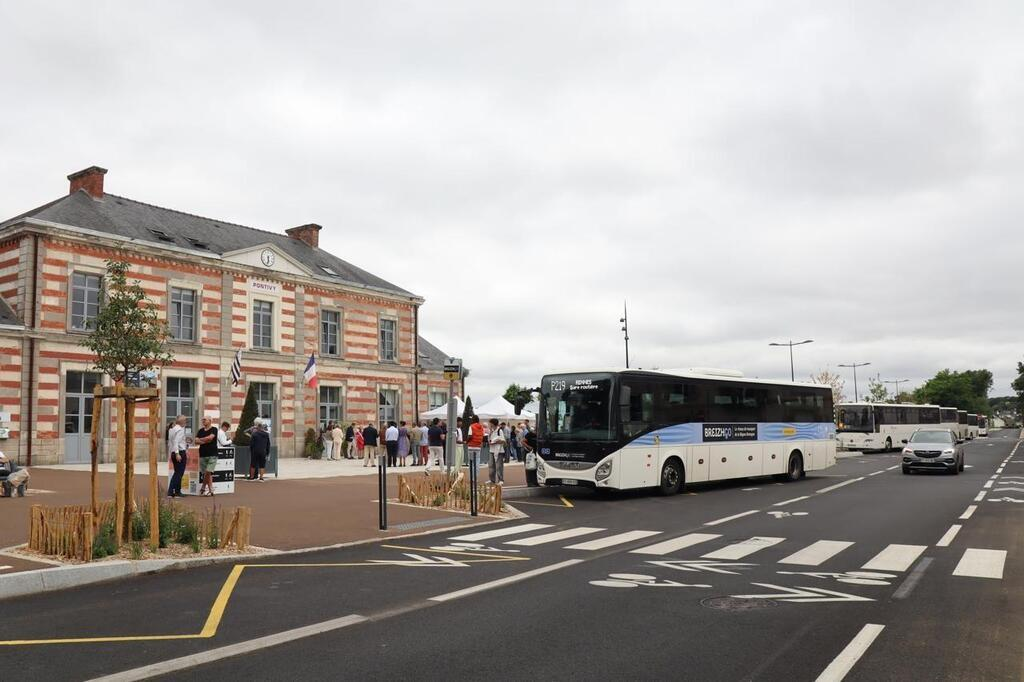
Le Pôle d'échanges multimodal de Pontivy (juin 2025).

La gare est desservie par les lignes départementales 3, 14 et 17 du réseau BreizhGo, qui desservent Guéméné sur Scorff, Lorient et Vannes, ainsi que par les lignes régionales Pontivy ↔ Ploërmel ↔ Rennes (302) et Saint-Brieuc ↔ Pontivy ↔ Vannes / Lorient (201) du réseau BreizhGo (anciennes lignes d'autocars TER Bretagne).
La gare est également desservie par 2 lignes PondiBUS, le service des transports urbains de Pontivy.
Un parking est aménagé devant le bâtiment voyageurs.

## Service des marchandises

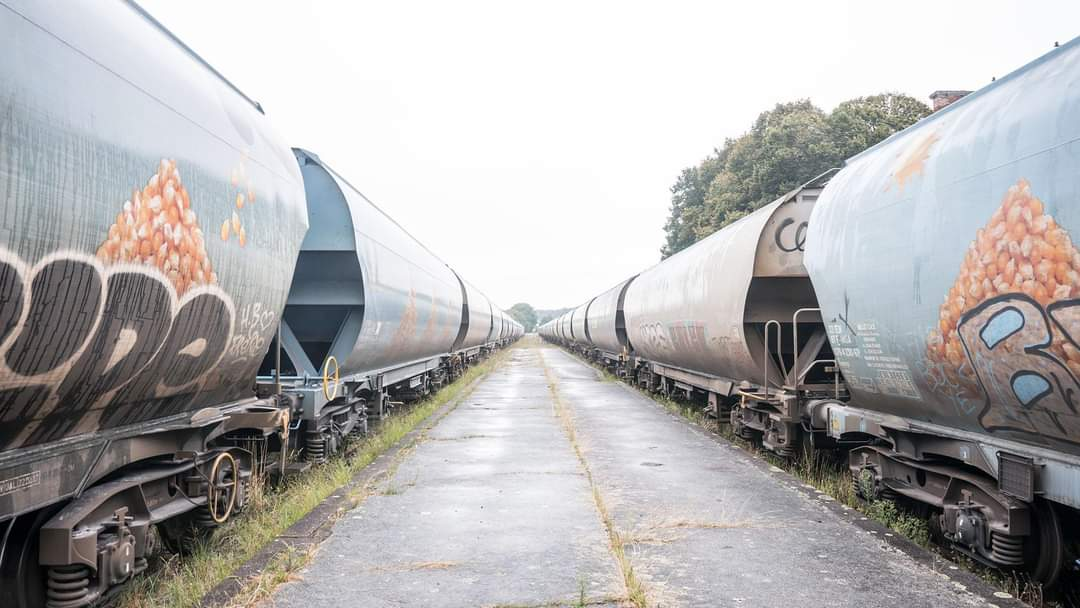
Wagons pour le transport de céréales, en gare.

Deuxième gare fret de Bretagne avec près de 300 000 tonnes par an, la gare de Pontivy reçoit de longs trains de céréales destinés à deux entreprises situées à Saint-Gérand (à sept kilomètres au nord). Elle est gérée à distance par la gare d'Auray.

## Réhabilitation du bâtiment voyageurs

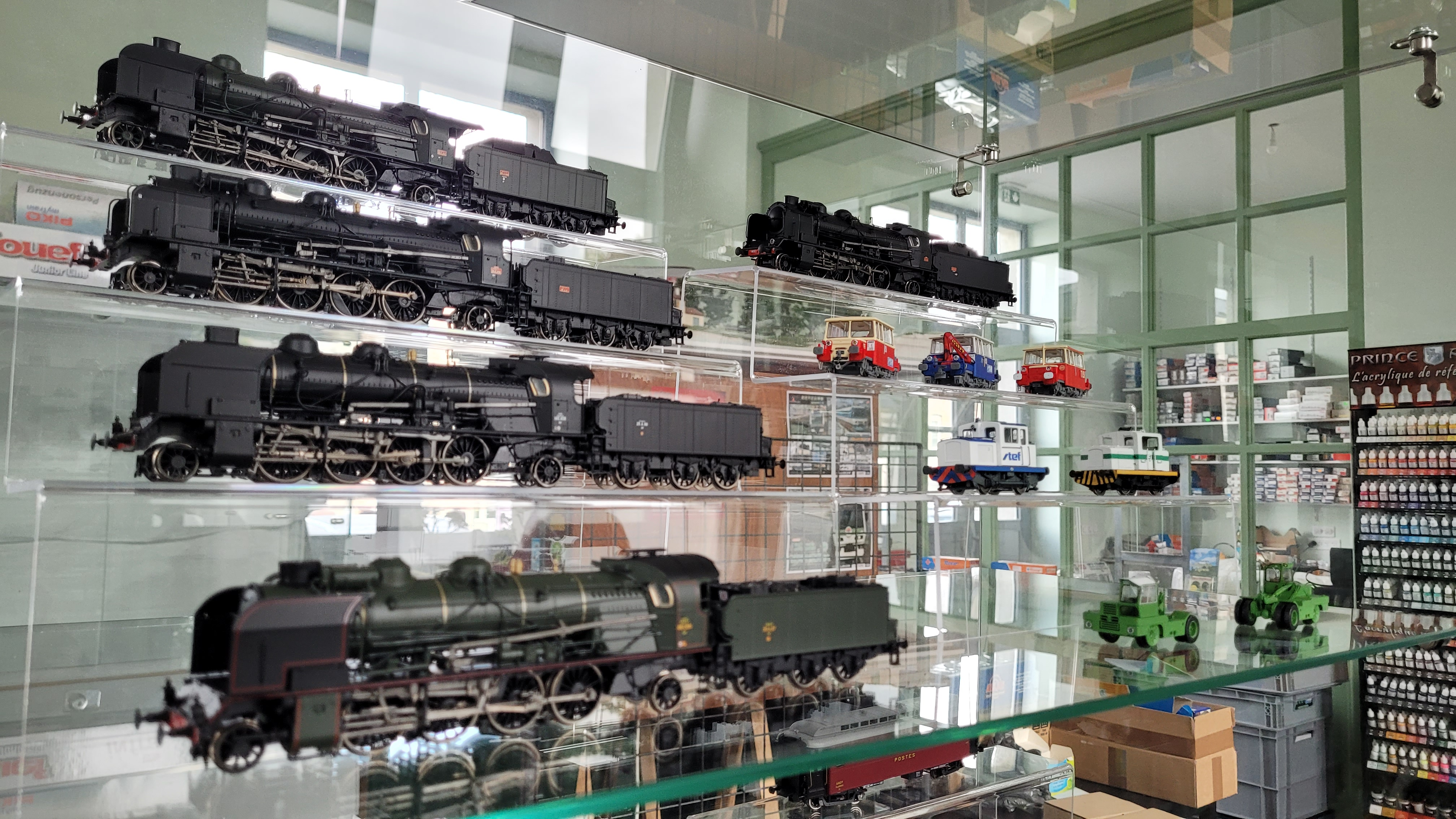
Le magasin de trains miniatures, installé dans la salle d'attente rénovée.

Grâce au rachat du bâtiment voyageurs par un particulier, le guichet SNCF et la salle d'attente ont rouvert le 27 décembre 2022, avec des toilettes publiques, un local pour le personnel et un local technique. La salle d'attente est située dans l'aile nord, où l'on aperçoit l'inscription Napoléonville, gravée sur le pignon nord du bâtiment d'origine. Un espace de 88 m2 est occupé par Pontivy Communauté qui a aménagé des locaux dans le cadre de l'implantation du pôle d'échange multimodal sur le site de la gare. Dans chacune des pièces rénovées du rez-de-chaussée ont été conservés des éléments d'origine (carrelage de la salle d'attente, bascule, hygiaphones, etc.),. Tout le reste est détruit et évacué jusqu'à la fin de l'année 2019. Outre les locaux précités, ces travaux ont également permis d'aménager quatre logements en duplex au premier et au second étage ainsi que cinq caves au sous-sol. Les trente fenêtres et portes, leurs entourages, les chéneaux et la toiture ont été refaits. Le budget de cette rénovation est de 1,2 million d'euros, hors ravalement des façades. Un local a été mis à disposition de l'association des Chemins de fer du Centre-Bretagne, dans le cadre de la mise en circulation du train touristique « Napoléon Express » en juin 2021.